# クゲリス
クゲリス（kugelis）とは、リトアニアのジャガイモ料理。ジャガイモ、ベーコン、牛乳、タマネギ、卵を塩・胡椒で味付けし、ローリエやマジョラムなどで香りをつけてオーブンで焼く。通常、サワークリームや油かすにさいの目に切ったタマネギを添えて食べる。
似た料理として、ユダヤ料理におけるクーゲル、ベラルーシ料理やポーランド料理におけるジャガイモのバブカ（ポテトバブカ）がある。